# Robiquetia succisa
Robiquetia succisa es una especie de orquídea. Es originaria de Asia.

## Descripción
Es una planta pequeña a mediana, que prefiere el clima templado, de hábito epifita monopodial o litofita con un tallo colgante, delgado, trepador, rígido que lleva hojas estrechamente oblongas, carnosas, 5 nervadas, amplexicaules y ligeramente estrechadas hacia la base, con el ápice obtuso y desigual bilobulado. Florece desde el verano hasta el invierno en una inflorescencia axilar, descendente de 6 a 16 cm de largo, racemosa, bi ramificada, con muchas flores de cera, y que es más larga que las hojas.

## Distribución y hábitat
Se encuentra en Fujian, Cantón, Guangxi, Hainan y Yunnan de China, Hong Kong, Assam, Bangladés, el Himalaya oriental, Bután, Sikkim, Birmania, Tailandia, Camboya, Laos y Vietnam.

## Taxonomía
Robiquetia succisa fue descrita por (Lindl.) Seidenf. & Garay y publicado en Botanisk Tidsskrift 67: 119. 1972.
Etimología
Robiquetia, (abreviado Rbq.): nombre genérico que fue otorgado en honor del químico francés, que aisló la cafeína y la codeína, Jean Pierre Robiquet ( 1780 - 1840 ), que tenía el nombre latinizado de Ionannes Robiquetius Petrus.
succisa: epíteto latino que significa "que parece mordido o roto".
Sinonimia
- Sarcanthus succisus Lindl. (basónimo)
- Cymbidium satyrium Buch.-Ham. ex Wall.
- Oeceoclades paniculata Lindl.
- Saccolabium parvulum Lindl.
- Saccolabium buccosum Rchb.f.
- Cleisostoma virginale Hance
- Gastrochilus parvulus Kuntze
- Pomatocalpa virginale (Hance) J.J.Sm.
- Robiquetia paniculata (Lindl.) J.J.Sm.
- Sarcanthus henryi Schltr.
- Uncifera buccosa (Rchb.f.) Finet ex Guillaumin[4][5]